# Menstruationsunterwäsche

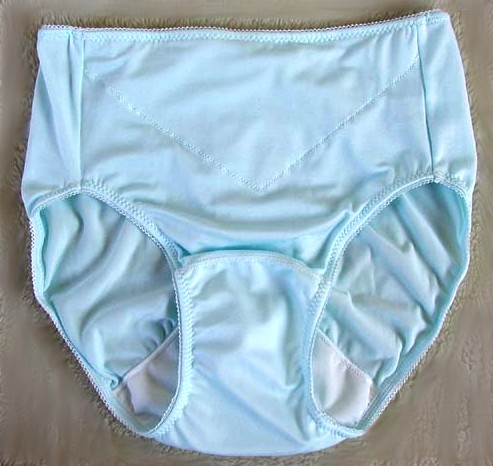
Menstruationsunterhose

Menstruationsunterwäsche, auch Periodenunterwäsche, ist Unterwäsche,  welche von Frauen während der Menstruation getragen wird. 

## Geschichte
Bis weit ins 19. Jahrhundert hinein war das Tragen von Unterhosen generell wenig verbreitet. In den 1920er Jahren wurden die ersten sogenannten Monatshöschen fabriziert. Sie hatten im Schritt eine gummierte Einlage bzw. einen gummierten Einsatz und sollten in der Regel das Durchfeuchten durch das Monatsblut verhindern. Schließlich verwendete man bis dato Moos und ähnliches Naturmaterial bzw. in betuchteren Kreisen selbstgehäkelte Einlagen. Die ersten industriell gefertigten Wegwerfbinden wurden in dieser Zeit gerade Mode und hatten noch lange keine eingearbeitete Wäscheschutzfolie. In den 1930er Jahren bekamen die Monatshöschen schon mehr die typische Schlüpferform.
Ab dieser Zeit etwa war die Damenbinde einigermaßen standardisiert; sie bestand aus einem zentralen Saugkissen, welches in einer schlauchähnlichen Gaze- oder (später) Vliesumhüllung fixiert wurde. Die Umhüllung war länger als der Saugkissenbereich und bildete somit auf beiden Schmalseiten der Binde einen Überstand, der sich an einem sogenannten Bindengürtel befestigen ließ. Der Bindengürtel wurde um die Taille getragen, darüber trug die Frau einen normalen Schlüpfer – oder eben ein spezielles Monatshöschen.
Die Idee, beides, Bindengürtel und Schlüpfer, zu vereinen, lag nahe, und so entstanden bald die ersten Monatshöschen, die vorn und hinten innen im Bund je ein Stoff- oder Gummibändchen eingearbeitet hatten; daran konnten die Enden der Binde mit Sicherheitsnadeln oder später mit eigens für diesen Zweck konstruierten Spangen befestigt werden.
Eine Variante der Spangen bildeten Schlaufen, um die die Bindenlangenden lediglich herumgewickelt wurden.
Etwas später wurde die Befestigung der Binde durch je ein an jedem Ende der Verstärkung im Schritt angebrachtes querlaufendes Gummiband erleichtert, unter das die Binde lediglich eingeschoben und zuverlässig fixiert wurde.
Auch heutzutage gibt es noch Monatsslips zu kaufen. Sie haben allerdings keine Befestigungsvorrichtungen mehr, da Binden (Binden mit Klebstreifen kamen in den 1970ern auf den Markt) heutzutage eigentlich ausschließlich selbsthaftend angeboten werden. Die Höschen haben wie ihre Vorgänger einen hinten und vorne etwas verlängerten Schritt und eine eingearbeitete Wäscheschutzfolie (meist Perlon), die das Durchfeuchten verhindern soll.
Zu Gelegenheiten, bei denen ein regelmäßiges Wechseln der Binde nicht möglich scheint, oder als zusätzlicher Schutz bei starken Blutungen ist ein Monatshöschen auch heute noch durchaus sinnvoll. Sein Nachteil liegt v. a. im „Plastikschritt“, der ein Schwitzen begünstigt.

## Mode
Die Monatshöschen waren wie alle anderen Kleidungsstücke ebenfalls der Mode unterworfen. Angefangen von den Pumphöschen der Gründerzeit über die traditionelle Schlüpferform bis hin zu Tangas war alles vertreten; jede Farbe denkbar. In den 1950er Jahren hatten manche sogar ein eingenähtes „Geheimfach“ für die Ersatzbinde. Unter dem weiten Petticoat spielte das keine Rolle.

## Moderne Menstruationsunterwäsche

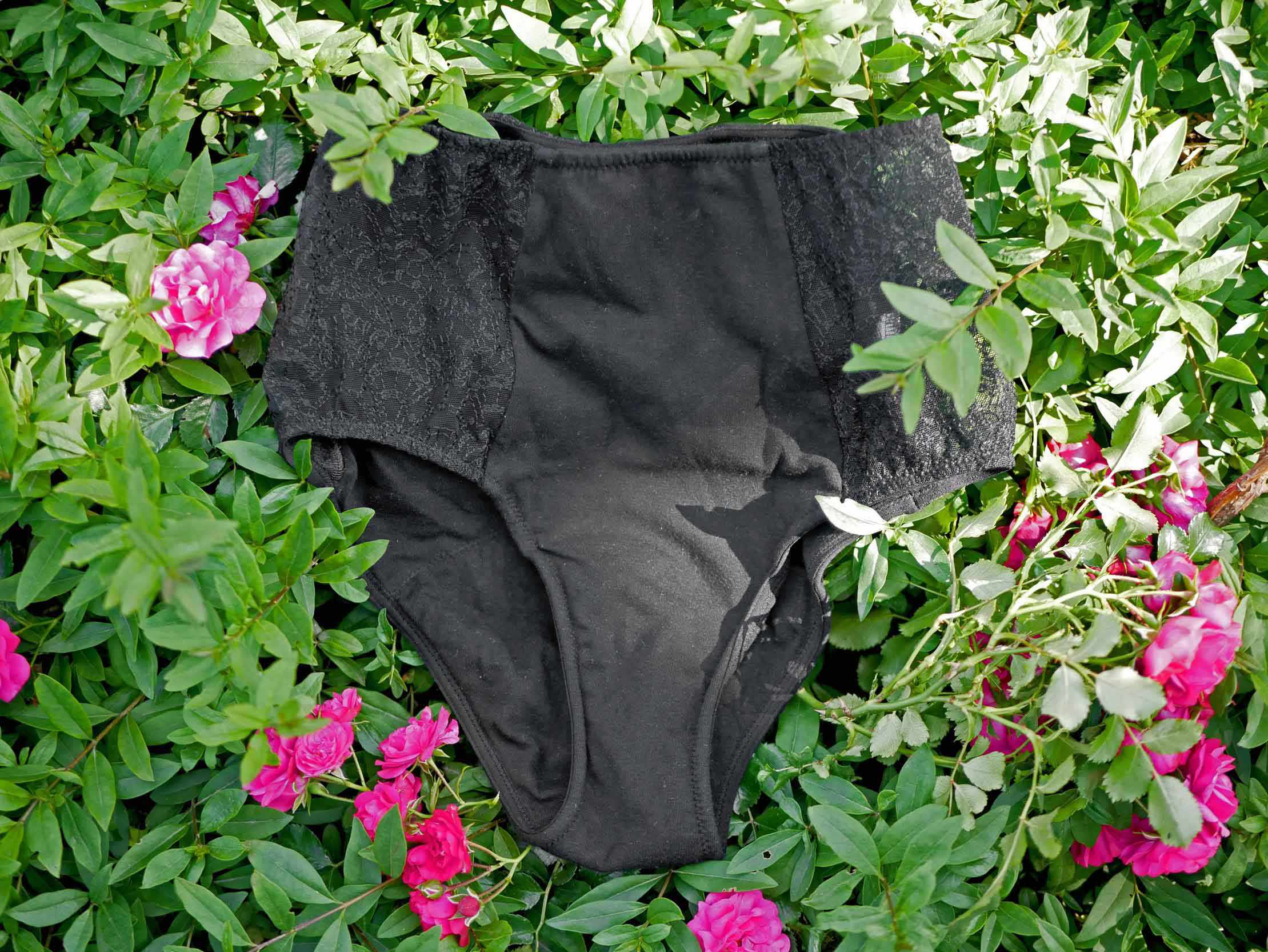
Moderner Menstruationsslip

Die New Yorker Unternehmerin Miki Agrawal brachte im Frühjahr 2015 mit finanzieller Hilfe durch eine Crowdfunding-Aktion auf der Plattform Kickstarter waschbare Menstruationsunterwäsche (englisch period panties, Markenname „Thinx“) auf den Markt. Menstruationsunterwäsche sieht wie gewöhnliche modische Schlüpfer aus, besteht aber aus extrem saugfähigem Material und kann darum ohne Binden, Tampons und Ähnlichem während der Menstruation getragen werden.
Moderne Menstruationsunterwäsche für die Monatshygiene  kommt durch eine geeignete Auswahl der Textilien und einen sandwichartigen mehrschichtigen Aufbau ganz ohne Einlagen aus. Sie kann wie ein Schwamm bis zu 30 Milliliter Flüssigkeit aufnehmen ohne durchzunässen. Die gebrauchte Wäsche ist maschinenwaschbar und wiederverwendbar.

## Weblink
- Periodenunterwäsche